# 小村井駅
小村井駅（おむらいえき）は、東京都墨田区文花二丁目にある、東武鉄道亀戸線の駅である。駅番号はTS 41。

## 歴史
駅名の「小村井」は現行町名には存在しないものの、1889年（明治22年）の町村制施行までは南葛飾郡小村井村、その後1930年（昭和5年）までは南葛飾郡吾嬬町大字小村井として存在した。
- 1928年（昭和3年）4月15日：開業[1]。

## 駅構造

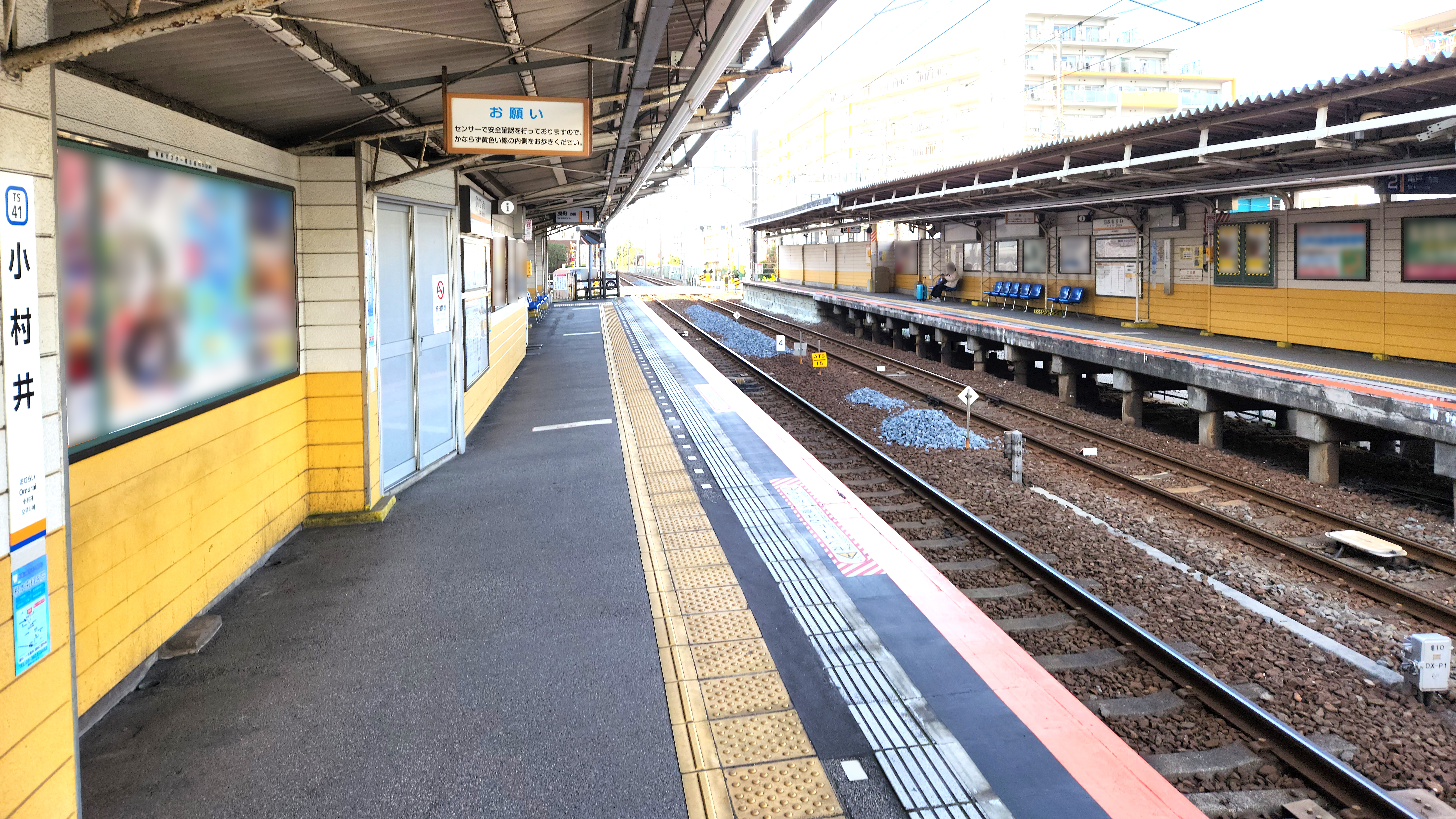
ホーム（2022年12月）

相対式ホーム2面2線を有する地上駅。駅舎は曳舟方面ホーム東あずま駅寄りにある。
両ホームは地下通路で連絡している。

### のりば
| 番線 | 路線   | 方向 | 行先     |
| ---- | ------ | ---- | -------- |
| 1    | 亀戸線 | 上り | 曳舟方面 |
| 2    | 亀戸線 | 下り | 亀戸方面 |

## 利用状況
2024年度（令和6年）の1日平均乗降人員は11,154人である。亀戸線では曳舟駅、亀戸駅に次ぐ第3位。同線の途中駅では最多である。
近年の1日平均乗降人員・乗車人員の推移は以下の通り。
| 年度               | 1日平均 乗降人員 | 1日平均 乗車人員 | 出典       |
| ------------------ | ---------------- | ---------------- | ---------- |
| 1992年（平成04年） |                  | 5,595            | [ * 1 ]    |
| 1993年（平成05年） |                  | 5,496            | [ * 2 ]    |
| 1994年（平成06年） |                  | 5,400            | [ * 3 ]    |
| 1995年（平成07年） |                  | 5,311            | [ * 4 ]    |
| 1996年（平成08年） |                  | 5,066            | [ * 5 ]    |
| 1997年（平成09年） |                  | 4,973            | [ * 6 ]    |
| 1998年（平成10年） |                  | 4,800            | [ * 7 ]    |
| 1999年（平成11年） |                  | 4,514            | [ * 8 ]    |
| 2000年（平成12年） |                  | 4,416            | [ * 9 ]    |
| 2001年（平成13年） | 8,675            | 4,359            | [ * 10 ]   |
| 2002年（平成14年） | 8,456            | 4,241            | [ * 11 ]   |
| 2003年（平成15年） | 8,471            | 4,262            | [ * 12 ]   |
| 2004年（平成16年） | 8,781            | 4,433            | [ * 13 ]   |
| 2005年（平成17年） | 8,811            | 4,449            | [ * 14 ]   |
| 2006年（平成18年） | 9,041            | 4,597            | [ * 15 ]   |
| 2007年（平成19年） | 9,627            | 4,866            | [ * 16 ]   |
| 2008年（平成20年） | 9,776            | 4,934            | [ * 17 ]   |
| 2009年（平成21年） | 9,715            | 4,901            | [ * 18 ]   |
| 2010年（平成22年） | 9,769            |                  |            |
| 2011年（平成23年） | 9,549            |                  |            |
| 2012年（平成24年） | 9,828            |                  |            |
| 2013年（平成25年） | 10,051           |                  |            |
| 2014年（平成26年） | 10,407           |                  |            |
| 2015年（平成27年） | 10,815           |                  |            |
| 2016年（平成28年） | 10,988           |                  |            |
| 2017年（平成29年） | 11,247           |                  |            |
| 2018年（平成30年） | 11,556           |                  |            |
| 2019年（令和元年） | 11,693           |                  | [ 東武 3 ] |
| 2020年（令和02年） | 9,153            |                  | [ 東武 4 ] |
| 2021年（令和03年） | 9,437            | 4,760            | [ 東武 5 ] |
| 2022年（令和04年） | 10,225           | 5,155            | [ 東武 6 ] |
| 2023年（令和05年） | 10,765           | 5,429            | [ 東武 7 ] |
| 2024年（令和06年） | 11,154           | 5,621            | [ 東武 1 ] |

## 駅周辺
- 明治通り - 駅から亀戸側で路線と平面交差している。
- 丸八通り
- 警視庁向島警察署
- 墨田区立中川小学校
- 墨田区役所文花出張所
- すみだ中小企業センター
- すみだ環境ふれあい館
- あずま百樹園
- 緑と花の学習園
- 墨田立花郵便局
- オリンピック墨田文花店

## バス路線
最寄停留所は、明治通り上にある文花二丁目である。東京都交通局により運行されている。
- 里22：亀戸駅前行 / 日暮里駅前行・南千住車庫前行

## 隣の駅
東武鉄道
 亀戸線
曳舟駅 (TS 04) - 小村井駅 (TS 41) - 東あずま駅 (TS 42)